# Virgin Box
Virgin Box – box set zespołu Virgin, wydany 27 listopada 2006 nakładem wytwórni płytowej Universal Music Polska.
Box set składa się z trzech albumów zespołu: Virgin, Bimbo i reedycji płyty Ficca. Dodatkowo zawiera wideo przedstawiające kulisy XLIII Krajowego Festiwalu Piosenki Polskiej w Opolu, a także teledysk z wakacji Dody i Radosława Majdana.

## Lista utworów
CD 1 – Virgin
1. „Dzieci ziemi” – 3:40
2. „9 życzeń” – 2:42
3. „To ty” – 3:44
4. „Nie złość Dody” – 3:37
5. „Nie tak – do mnie mówi się!” – 3:29
6. „Nie odpowiadaj” – 3:34
7. „Na niby” – 2:26
8. „Masz jeszcze czas” – 2:54
9. „Czekam” – 1:47
10. „Punkowy” – 1:37
11. „Mam tylko ciebie” – 3:18
12. „Sława – a za co to?” – 2:54
13. „Material Girl” – 2:26
14. „Będę dziś szalona” – 3:01
15. „Sagan Ohm Warr” – 2:53
16. „To ty” (symphonic version) – 4:02

CD 2 – Bimbo
1. „Szafa” – 3:55
2. „Chłopczyku mój” – 4:06
3. „Dżaga” – 4:05
4. „Nie zawiedź mnie” – 3:12
5. „Nie oceniać jej” – 4:36
6. „Et Anima” – 4:34
7. „Ulica” – 3:56
8. „Piekarnia” – 3:15
9. „Okno Boże” – 3:05
10. „Teraz to wiem” – 3:25
11. „Bar” – 3:31
12. „Kolejny raz” – 3:25
13. „Mój „M”” – 2:59

CD 3 – Ficca (reedycja)
1. „Szansa”
2. „Inni przyjaciele”
3. „Dezyda”
4. „Opowiem ci”
5. „Superstar”
6. „Znak pokoju”
7. „Mam wszystko w...”
8. „2 bajki”
9. „In Love”
10. „Piosenka na imprezę”
11. „Dla R. (nieważne dziś jest)”
12. „Mam tylko ciebie” (wersja koncertowa)